# Grøn påfugl
Den grønne påfugl (Pavo muticus) er en fasanfugl. Den lever i det nordøstlige Indien og i Burma og østover til Java. Arten lever i skove, hvor den bygger reden på jorden, hvor hunnen lægger 4-8 æg. Den lever hovedsageligt af frø, men også insekter og frugt.
| Fugl | Spire Denne artikel om fugle er en spire som bør udbygges. Du er velkommen til at hjælpe Wikipedia ved at udvide den. |